# Herentia
Herentia is een mosdiertjesgeslacht uit de  familie van de Escharinidae en de orde Cheilostomatida. De wetenschappelijke naam ervan werd in 1848 voor het eerst geldig gepubliceerd door Gray.

## Soorten
- Herentia andreasi Berning, Tilbrook & Rosso, 2008
- Herentia hyndmanni (Johnston, 1847)
- Herentia majae Berning, Tilbrook & Rosso, 2008
- Herentia parviseta (Canu & Bassler, 1928)
- Herentia thalassae David & Pouyet, 1978

Niet geaccepteerde soorten:
- Herentia grandicella (Canu & Bassler, 1929) → Bryopesanser grandicella (Canu & Bassler, 1929)
- Herentia scopae (Canu & Bassler, 1928) → Rogicka scopae (Canu & Bassler, 1928)